# Whitewright
Whitewright ist eine Kleinstadt im Norden Texas’ am U.S. Highway 69 zwischen Denison (Texas) und Greenville (Texas).
Gegründet wurde die erste Siedlung 1878 durch den New Yorker Investor und Financier William Whitewright Jr. (1815–1898), der ein Grundstück entlang der Missouri-Kansas-Texas Railroad (MKT) erworben hatte.
Whitewright ist auch Heimat des US-Lieutenant Joe Tom Meador, der im Zweiten Weltkrieg Teile des Quedlinburger Domschatzes geplündert und als Feldpost nach Whitewright geschmuggelt hatte. Seine Nachfahren versuchten die Beutekunst zu verkaufen.
Die in Nord-Süd-Richtung durch den Ort verlaufende Bahnstrecke der MKT ist heute eine im Güterverkehr genutzte Strecke der Texas Northeastern Railroad. Zwischen 1889 und 1953 kreuzte in Whitewright eine in Ost-West-Richtung verlegte Bahnstrecke der St. Louis Southwestern Railway von Mount Pleasant nach Sherman.